# 盱眙县
盱眙县位于中华人民共和国江苏省西部，北临洪泽湖，为江苏省下辖县，现由淮安市管辖。邻接安徽省。古称临淮、泗州等。区域总面积为2,497.3 平方公里。

## 历史
春秋时期属吴国，战国时期属楚国。秦始皇统一中国后为东海郡下的盱台，设置盱眙县，因县治曾设在山上，取“张目为盱，直视为眙”之意，故县名曰“盱眙”。又因境内山上盛产都梁香草，秦末，楚国义军曾立楚怀王孙心建都于盱眙。西汉为徐州刺史部临淮郡盱眙督尉；东汉为下邳国盱台；三国时为魏国徐州下邳郡盱眙县；西晋时为徐州临淮国盱眙；隋朝为江都郡盱眙县，隋炀帝曾在山上建都梁行宫，故又称“都梁”（当时写做：盱台）；唐代为淮南道楚州盱眙，河南采访道下泗州的治所临淮县就在境内，五代时为江都府泗州；北宋为淮南东路泗州盱眙；南宋为淮南东路盱眙军盱眙。元朝为河南江北行省淮安道盱眙；明朝为南直隶凤阳府盱眙，明代盱眙属于凤阳府泗州管辖，盱眙县号称帝里，因为这里被明朝官方认定为明太祖朱元璋的出生地，但明朝的盱眙太平乡在今安徽省明光市明光街道赵府村附近。1680年（清康熙十九年），黄河改道，经淮河入海后明祖陵完全被水淹没。清朝为安徽省泗州盱眙。民国时属于安徽省，民国二十一年（1932年）十一月，划盱眙南17个保、滁县北6个保、定远东6个保、来安西3个保，合并新置嘉山县，县治三界镇（老三界）。1955年，江苏省为了便于管理洪泽湖地区，用江苏省两县（砀山、萧）交换安徽省的两县（泗洪、盱眙），盱眙县由安徽省划入江苏省，先后隶属淮阴专区、六合专区，现在属于地级淮安市。

## 人口
截至2020年11月1日零時，根據第七次全国人口普查顯示：盱眙縣常住人口為607211人，佔淮安市的13.33%。

## 地理
盱眙地势西南高，多丘陵低山；东北低，多平原；呈阶梯状倾斜，高差220多米。淮河流经境内。境内有低山、丘岗、平原、河湖圩区等多种地貌。仇集镇五座窑旁海拔231米的无名山峰为盱眙最高点。

## 經濟
1998年起，小龙虾于江苏地区开始大规模销售，并逐渐形成产业，在地方政府的扶持与推动下，“盱眙龙虾”被认定为国家驰名商标，盱眙县亦成为远近闻名的“龙虾之乡”。盱眙县内亦拥有如明祖陵、铁山寺等名胜古迹，2022年春节期间接待游客约40万人次。2007年8月15日盱眙县凹土科技园建立，而新材料产业亦在成为该县的主导产业。

## 行政区划
盱眙县辖19个乡镇，一个农场，人口73万，幅员2483平方公里，人均国土面积居江苏省县级之首。县政府驻盱城镇。
下辖乡镇：
盱城街道、太和街道、古桑街道、马坝镇、官滩镇、桂五镇、河桥镇、鲍集镇、黄花塘镇、淮河镇、天泉湖镇、管仲镇、穆店镇、三河农场和淮化集团

## 教育
中学
- 江苏省盱眙中学
- 江苏省盱眙县二中
- 江苏省盱眙县三中
- 江苏省马坝高级中学
- 新马外国语国际学校
- 淮安市新马高级中学

## 企业
- 淮河化工
- 玉龙集团
- 绿源肉业

## 特产
- 盱眙十三香龙虾（克氏原螯虾）

## 名胜古迹
- 明祖陵
- 大云山汉墓
- 古泗州城遗址
- 东阳城遗址
- 第一山题刻
- 第一山国家森林公园
- 铁山寺国家森林公园
- 黄花塘新四军军部旧址
- 八仙台景区